# Nicolas Rey (rugby à XV, 1972)
Pour les articles homonymes, voir Nicolas Rey et Rey.
Pas d'image ? Cliquez ici

a Compétitions nationales et continentales officielles uniquement.

Dernière mise à jour le 24 juin 2020.
Nicolas Rey, né le 15 mars 1972 à Carcassonne (Aude), est un joueur et entraîneur français de rugby à XV.

## Biographie
Né à Carcassonne, Nicolas Rey joue en professionnel à l'US Carcassonne avant de rejoindre en 1999 le RC Narbonne.
Il s'engage au Rugby Club Limoux Razès XV (RC Limoux) où il cumule la double casquette de capitaine et d'entraîneur de l'équipe,,,.
Nicolas Rey met un terme à sa carrière sportive en 2012 et devient le nouvel entraîneur des avants du RC Limoux.
En 2014, il devient entraîneur à l'US Quillan Limoux. En 2016, à l'Union sportive trébéenne XV (US Trèbes). Il retourne entraîner à l'US Quillan Limoux,. En 2020, il retourne entraîner l'US Trèbes.

### Vie privée
Il est marié à Fabienne depuis 2002.